# Retrato de Santiago Ramón y Cajal
Retrato de Santiago Ramón y Cajal es un retrato al óleo, pintado en 1906 por el pintor postimpresionista español Joaquín Sorolla. Representa al sabio español Santiago Ramón y Cajal el año en que recibió el Premio Nobel de Medicina.

## Ficha histórica
En una carta a su amigo y marchante Pedro Gil Moreno de Mora (1860-1930), de finales de marzo de 1906, Sorolla escribe que ha "terminado el retrato del Doctor Cajal" (y sigue enumerando una lista de retratos acabados entre los que se incluyen también el de Bartolomé Cossío y el de Blasco Ibáñez). La ficha completa del cuadro y un breve estudio del mismo aparecen en el manual que sobre el pintor valenciano construyeron Felipe Garín y Facundo Tomás; allí se informa de que el cuadro estuvo en la exposición individual de Sorolla ese año en la galería Georges Petit de París, y finalizada la muestra fue comprado por el propio Pedro Gil por cinco mil pesetas. De la familia de banqueros catalanes pasó luego a la colección del doctor Puigvert (Barcelona). En 2014 se encontraba en el Museo de Zaragoza, propiedad de la Diputación General de Aragón.

## Análisis del cuadro
Psicólogo natural e intuitivo, Sorolla pintó al genio envuelto en su capa, elegante y relajado, mirando al espectador, en un gesto casi provocador y desafiante, pero "con el brillo de una mirada tan luminosa como comprensiva". A su alrededor unos libros y uno de los dibujos del cerebelo, obra del propio Ramón y Cajal, indiscutido líder científico y alma de la JAE y su Laboratorio de Investigaciones Biológicas (que luego llevó su nombre como Instituto Cajal).
Sorolla, muy vinculado a la Institución Libre de Enseñanza, donde se educaron sus tres hijos, ya había retratado a varios de sus miembros, incluso en el transcurso de una investigación científica, como es el caso del lienzo titulado Una investigación (1897), con el doctor Luis Simarro, colega de Cajal, concentrado ante el microscopio y rodeado de sus discípulos.